# Anna Jaclard
Pour les autres membres de la famille, voir Famille Korvine-Kroukovski.
Anna Jaclard (Vitebsk, 6 octobre 1843 (18 octobre dans le calendrier grégorien) - Paris 6e, 11 octobre 1887), née Anna Vassilievna Korvine-Kroukovskaïa (en russe : Анна Васильевна Корвин-Круковская), est une socialiste et féministe révolutionnaire russe. Elle participe à la Commune de Paris (1871) et à l'Association internationale des travailleurs. Elle est amie avec Karl Marx et Fiodor Dostoïevski et la sœur de la mathématicienne et socialiste Sofia Kovalevskaïa (1850–1891).

## Biographie
Le père de Jaclard, d'origine polonaise, est général d'artillerie, sa mère, Elisabeth Fiodorovna Schubert descend d'une famille allemande. Son grand-père était général d'infanterie et son arrière-grand-père, Friedrich Theodor Schubert avait étudié l'astronomie à Göttingen et avait été membre de l'Académie des sciences de Saint-Pétersbourg. Anna est éduquée à la maison avec Sofia, sa cadette de six ans, et Fiodor son cadet de cinq ans, par une institutrice et un précepteur. Elle grandit à Vitebsk dans une atmosphère patriarcale, loin de l'effervescence intellectuelle de Saint-Pétersbourg ce qui ne l’empêcha pas de rencontrer des militants nihilistes locaux . Ainsi elle rencontre dans la forteresse Pierre-et-Paul en 1859, Nikolaï Tchernychevski qui défend l’égalité des sexes. 
Elle rencontre en 1864 Dostoïevski, après qu'elle a publié deux histoires dans son journal littéraire, L'Époque, sous un pseudonyme masculin, en secret de sa famille,. Dostoïevski admirait son talent. Aussi s'écrivaient-ils beaucoup. Elle rejette sa demande en mariage en avril 1865, mais ils restèrent amis,,. On pense que Dostoïevski a créé le personnage d'Aglaé Ivanovna Epantchine dans L'Idiot en s'inspirant de Jaclard.
En 1868, Jaclard part vivre à Paris. Elle trouve un emploi dans une imprimerie ce qui lui permet d'étudier la "question sociale". Elle se met à fréquenter les groupes blanquistes où elle fait la connaissance de Victor Jaclard. En raison des activités de celui-ci, le couple s'exile en Suisse en août 1870 et se réfugie à Genève. Elle y rencontre le groupe russe de l'Association internationale des travailleurs. Ils reviennent  après la défaite de Sedan en septembre 1870 et habitent rue Biot.
Pendant la Commune de Paris (1871), elle fonde avec André Léo le journal « La Sociale », et est membre du Comité de vigilance de Montmartre aux côtés de Louise Michel, Paule Minck et Sophie Poirier. Jaclard devient ambulancière en tant que membre de ce groupe. Elle rejoint également l'Union des femmes pour la défense de Paris, chargée de l'éducation des femmes où elle retrouve Léo et Elisabeth Dmitrieff bien que cette participation semble contestée,. Édouard Vaillant, le délégué à l'Instruction publique, s'attache alors à laïciser les institutrices républicaines au travers d'une commission à laquelle Léo et Jaclard sont nommées le 21 mai 1871 ,. Jaclard prend aussi part au Comité des femmes dit de la rue d'Arras mené par Jules Allix.
Pour fuir sa condamnation par contumace aux travaux forcés à perpétuité, le couple se serait réfugié à Londres chez Karl Marx. Anna y commence la traduction russe du Capital,.
En 1874, Anna et son mari retournent dans sa Russie natale. Victor trouve un emploi de professeur de français et Anna travaille principalement comme journaliste et traductrice. Elle contribue dans des journaux opposés au pouvoir en place tel que Delo et Slovo. Les Jaclard reprennent également des relations amicales avec Dostoïevski. Ni les efforts antérieurs de Dostoïevski pour courtiser Jaclard ni leurs fortes divergences politiques n'ont empêché un contact cordial et régulier entre eux deux. Elle l'aidait à l'occasion avec des traductions en français puisqu'elle le parlait couramment. Jaclard reprit également contact avec les milieux révolutionnaires. Elle connaissait plusieurs membres du mouvement socialiste russe Narodnik « au peuple » dans les années 1870 ainsi que les révolutionnaires qui, en 1879, formèrent le groupe Narodnaia Volia (« la volonté du peuple »), une organisation populiste terroriste russe. Entre-temps, Jaclard est graciée par la France le 5 juin 1879. Le 13 mars 1881, ce groupe assassine le tsar, Alexandre II. Les Jaclard quittent la Russie pour la France à ce moment-là et ne sont pas pris dans la répression qui suivit l'assassinat, profitant d'une amnistie générale en place depuis 1880 en France. Là, ils reprennent leur travail journalistique. 
Anna Jaclard décède en 1887 et est enterrée au cimetière ancien de Neuilly-sur-Seine.

## Hommages
La rue Anna-Jaclard porte son nom à Paris, dans le 12e arrondissement, depuis 2021.